# Lijst van rijksmonumenten in Utrecht (stad)/Janskerkhof
De stad Utrecht telt in totaal 1.402 inschrijvingen in het rijksmonumentenregister. Het Janskerkhof in het centrum telt 23 rijksmonumenten. Hieronder een overzicht.
| Object | Oorspronkelijke functie?  | Bouwjaar                                       | Architect                                               | Locatie                      | Coördinaten?                | Nr.?   | Afbeelding        |
| --- | ------------------------- | ---------------------------------------------- | ------------------------------------------------------- | ---------------------------- | --------------------------- | ------ | ----------------- |
| Statig herenhuis met rechte kroonlijst | Werk-woonhuis             | 19e eeuw                                       |                                                         | Janskerkhof 1                | 52° 5' 36" NB, 5° 7' 14" OL | 36152  | Meer afbeeldingen |
| Ridderschapshuis | Bestuursgebouw en onderdl | 18e eeuw                                       |                                                         | Janskerkhof 2                | 52° 5' 36" NB, 5° 7' 14" OL | 36153  | Meer afbeeldingen |
| Statenkamer | Klooster, kloosteronderdl | 16e eeuw                                       |                                                         | Janskerkhof 3                | 52° 5' 35" NB, 5° 7' 14" OL | 36154  | Meer afbeeldingen |
| Hotel des Pays-Bas | Woonhuis                  | 18e en 20e eeuw                                |                                                         | Janskerkhof 10               | 52° 5' 35" NB, 5° 7' 20" OL | 36155  | Meer afbeeldingen |
| Pand met pilastergevel met grote orde en rechte kroonlijst, gedekt door schilddak                                                           | Werk-woonhuis             | ca. 1650                                       |                                                         | Janskerkhof 11               | 52° 5' 35" NB, 5° 7' 22" OL | 36156  | Meer afbeeldingen |
| Huis van voorst | Werk-woonhuis             | ca. 1640                                       |                                                         | Janskerkhof 12               | 52° 5' 35" NB, 5° 7' 22" OL | 36157  | Meer afbeeldingen |
| Statig herenhuis met zandstenen pilasters versierde, middenpartij gedekt door tympanon, rijke guirlandes en boven de bovenvensters tympanen | Werk-woonhuis             | 1648                                           |                                                         | Janskerkhof 13               | 52° 5' 38" NB, 5° 7' 23" OL | 36158  | Meer afbeeldingen |
| Statig huis met rechte kroonlijst | Werk-woonhuis             | begin 19e eeuw                                 |                                                         | Janskerkhof 13A              | 52° 5' 38" NB, 5° 7' 23" OL | 36159  | Meer afbeeldingen |
| Statig herenhuis met rechte gemetselde kroonlijst                                                                                           | Werk-woonhuis             | ca. 1660                                       | Ghijsbert Theunisz. van Vianen/ Peter Jansz. van Cooten | Janskerkhof 15               | 52° 5' 38" NB, 5° 7' 20" OL | 36160  | Meer afbeeldingen |
| Statig herenhuis met rechte gemetselde kroonlijst                                                                                           | Werk-woonhuis             | ca. 1660                                       | Ghijsbert Theunisz. van Vianen/ Peter Jansz. van Cooten | Janskerkhof 15A              | 52° 5' 38" NB, 5° 7' 18" OL | 36161  | Meer afbeeldingen |
| Martenshuis | Werk-woonhuis             | 1664                                           | Ghijsbert Theunisz. van Vianen/ Peter Jansz. van Cooten | Janskerkhof 16               | 52° 5' 38" NB, 5° 7' 18" OL | 36162  | Meer afbeeldingen |
| Pand met statig langgerekte gevel met rechte kroonlijst                                                                                     | Woonhuis                  | 18e eeuw                                       |                                                         | Janskerkhof 18               | 52° 5' 39" NB, 5° 7' 15" OL | 36163  | Meer afbeeldingen |
| Statig herenhuis met langgerekte bepleisterde gevel, rechte kroonlijst, zakgoot en dubbele topgevel                                         | Werk-woonhuis             |                                                |                                                         | Janskerkhof 19               | 52° 5' 38" NB, 5° 7' 15" OL | 36164  | Meer afbeeldingen |
| Pand met gepleisterde lijstgevel | Woonhuis                  | 19e eeuw en ouder                              |                                                         | Janskerkhof 20               | 52° 5' 38" NB, 5° 7' 14" OL | 36165  | Meer afbeeldingen |
| Huis met gevel met kroonlijst door consoles gedragen                                                                                        | Werk-woonhuis             | 18e eeuw                                       |                                                         | Janskerkhof 21               | 52° 5' 38" NB, 5° 7' 14" OL | 36166  | Meer afbeeldingen |
| Pand met gepleisterde lijstgevel en trapgevel                                                                                               | Werk-woonhuis             |                                                |                                                         | Janskerkhof 22               | 52° 5' 38" NB, 5° 7' 14" OL | 36167  | Meer afbeeldingen |
| Pand met lijstgevel | Werk-woonhuis             |                                                |                                                         | Janskerkhof 24               | 52° 5' 37" NB, 5° 7' 13" OL | 36168  | Meer afbeeldingen |
| Janskerk | Kerk en kerkonderdeel     | ca. 1040 (gesticht) nadien veelvuldig verbouwd | o.a. Ghijsbert Theunisz. van Vianen (ca. 1680)          | Janskerkhof 26               | 52° 5' 36" NB, 5° 7' 19" OL | 36169  | Meer afbeeldingen |
| Kosterij, laag huis met rechte kroonlijst en neogotische ingang, tegen de kerk aan gebouwd                                                  | Kerkelijke dienstwoning   |                                                |                                                         | Janskerkhof 26A              | 52° 5' 36" NB, 5° 7' 18" OL | 36170  | Meer afbeeldingen |
| Huis onder rechte kroonlijst | Werk-woonhuis             | 18e eeuw                                       |                                                         | Janskerkhof 27               | 52° 5' 36" NB, 5° 7' 20" OL | 36171  | Meer afbeeldingen |
| Huis onder rechte kroonlijst | Werk-woonhuis             | 18e eeuw                                       |                                                         | Janskerkhof 28               | 52° 5' 36" NB, 5° 7' 20" OL | 36172  | Meer afbeeldingen |
| Hoofdwacht | Militair wachtgebouw      | 1683                                           |                                                         | Janskerkhof 30               | 52° 5' 36" NB, 5° 7' 18" OL | 36173  | Meer afbeeldingen |
| Immuniteitssloot langs de noordzijde van het Janskerkhof                                                                                    | Waterweg, werf en haven   |                                                |                                                         | Immuniteitssloot Janskerkhof | 52° 5' 40" NB, 5° 7' 24" OL | 47083  | Meer afbeeldingen |
| PHRM | Vergadering en vereniging | 1899-1900                                      | August Heinrich Zinsmeister                             | Janskerkhof 14               | 52° 5' 38" NB, 5° 7' 21" OL | 514251 | Meer afbeeldingen |